# Philippe Maystadt
Philippe Maystadt (Petit-Rechain, 14 marzo 1948 – 7 dicembre 2017) è stato un politico belga, membro del Centro Democratico Umanista di cui ne è stato presidente dal 1998 al 1999, Ministro per gli affari economici, è stato Ministro delle finanze e Vice Primo ministro. È stato presidente della Banca europea per gli investimenti (BEI) dal 2000 al 2011.

## Formazione e docenza
Philippe Maystadt è nato nel 1948 a Verviers, nella Provincia di Liegi. Ha conseguito un dottorato di ricerca presso l'Université catholique de Louvain e ha conseguito un Master of Arts in Pubblica Amministrazione presso la Claremont Graduate School di Los Angeles, USA. È stato professore a tempo parziale presso la Facoltà di Giurisprudenza dell'Université catholique de Louvain.

## Carriera politica
Nel 1977 è divenuto membro della Camera dei rappresentanti ed è stato nominato segretario di Stato per la Vallonia nel 1979. Tra il 1980 e il 1988 è stato ministro della funzione pubblica e della politica scientifica, ministro del bilancio, della politica scientifica e della pianificazione e ministro per gli affari economici. Dal 1988 al 1998 è stato ministro delle finanze e nel 1990 gli è stato assegnato il titolo di "Ministro delle finanze dell'anno" dalla rivista Euromoney. Philippe Maystadt è stato due volte come vice primo ministro (1986-1988 e 1995-1998). Ha presieduto le riunioni dei ministri del G-10 delle Finanze, il Consiglio dei ministri dell'UE per gli affari economici e finanziari, il Consiglio dei governatori della BERS e, per un lungo periodo di cinque anni, il comitato interinale del Fondo monetario internazionale. Il mandato di Maystadt come Presidente della BEI è stato rinnovato nel 2006 per un periodo di sei anni.
I suoi altri incarichi passati e presenti includono:
- Governatore della Banca europea per la ricostruzione e lo sviluppo (BERS)
- Professore presso l'Université catholique de Louvain (Louvain-la-Neuve) (dal 1989)
- Ministro delle finanze (1988-1998)
- Ministro degli affari economici (1985-1988)
- Ministro per il bilancio, la politica scientifica e la pianificazione (1981-1985)

Ha supervisionato l'ingresso del Belgio nella zona Euro.
In cerca di elezione come Presidente del Partito Cristiano Sociale, le dimissioni di Maystadt come Vice Primo Ministro, Ministro delle Finanze e Ministro del Commercio Estero sono state annunciate il 19 giugno 1998.
Durante il suo ultimo mandato come ministro delle finanze, Maystadt è stato accolto da critiche pesanti dopo che fu rivelato che lo stato belga aveva perso fino a 571 milioni di euro in investimenti speculativi ad alto rischio. Questo affare ha segnato la fine della sua carriera politica in Belgio.

## Morte
È morto il 7 dicembre 2017, a causa della Sclerosi laterale amiotrofica.